# Andreu Trobat García
Andreu Trobat García (Algaida, 4 de desembre de 1925 - Algaida, 30 de març de 2011) va ser un ciclista mallorquí, que fou professional entre 1948 i 1960.
Els principals èxits esportius foren una etapa de la Volta a Espanya de 1950 i el Campionat d'Espanya en ruta de 1952. És el ciclista mallorquí que més vegades ha participat en les grans voltes, amb sis edicions de la Volta a Espanya, quatre del Tour de França i tres del Giro d'Itàlia. Fou conegut entre els seus companys com el rossinyol pel fet de saber cantar molt bé i amenitzar les concentracions del seu equip.
El pavelló poliesportiu de l'Algaida porta el seu nom. L'any 2002 el ciclista va donar material per al futur Museu de l'Esport de Mallorca.

## Palmarès[3][4]
- 1948
  - 1r a Formentor
- 1949
  - 1r al G.P. San Juan
  - 1r al G.P. Tamarit de Llitera
  - 1r a San Fernando
- 1950
  - 1r a Alaró
  - 1r a Algaida
  - 1r al Campionat de les Illes Balears
  - 1r al G.P. Desmontable
  - 1r al G.P. Trubia
  - 1r a Zamora
  - Vencedor d'una etapa de la Volta a Espanya
- 1951
  - 1r a la Peña Capo
  - 1r a Son Cock
- 1952
  - Campionat d'Espanya en ruta
- 1953
  - 1r a Torrelavega
- 1954
  - 1r al Gran Premi Pascuas
  - 1r a Peña Capo
  - Vencedor d'una etapa de la Volta a Valladolid
- 1955
  - 1r a la Volta als Pirineus i vencedor d'una etapa
- 1956
  - 1r a Zalla
- 1957
  - Vencedor d'una etapa de la Volta a Andalusia

### Resultats a la Volta a Espanya
- 1950. 12è de la classificació general. Vencedor d'una etapa
- 1955. 15è de la classificació general
- 1959. 21è de la classificació general

### Resultats al Tour de França
- 1952. 42è de la classificació general
- 1953. 24è de la classificació general
- 1954. 37è de la classificació general
- 1957. Abandona (4a etapa)

### Resultats al Giro d'Itàlia
- 1952. Abandona
- 1953. 41è de la classificació general